# Edith Jacobsonová
Edith Jacobsonová (10. září 1897 Chojnów – 8. prosince 1978 Rochester, New York, USA) byla německo-americká psychoanalytička, která patří ke směru psychoanalýzy, jež bývá označován jako egopsychologie. Navázala v něm na své předchůdce, zejména na Reného Spitze, Margaret Mahlerovou, Annu Freudovou a Heinze Hartmanna.

## Život
Roku 1922 získala lékařský titul a poté působila jako pediatrička v univerzitní nemocnici v Heidelbergu. V Berlíně se seznámila s psychoanalýzou a vstoupila do Berlínského psychoanalytického institutu. Analýzu absolvovala u Otto Fenichela. Po nástupu nacistů z Německa odešla. Vrátila se však zpět, aby hájila jednoho svého pacienta, kterého nacisté uvěznili. Nakonec gestapo zatklo i ji, protože odmítla podat informace o politických aktivitách svých pacientů. Jelikož trpěla silným diabetem, byla roku 1938 během výkonu trestu převezena do nemocnice v Lipsku. Během pobytu v nemocnici uprchla a emigrovala do Československa. Brzy pak odjela do USA a žila do konce života v New Yorku.

## Nový pohled na pud
Jacobsonová přeformulovala Freudovu koncepci pudu. Ten je pro ni pouze jistým potenciálem, bez jakékoli tendence. Svou tvářnost pud podle Jacobsonové získává až v kontextu raných vztahů dítěte, především pak k matce. Zkušenost dítěte se štěpí na dobrou a zlou, libido se pozvolna rodí kolem dobré zkušenosti, agrese kolem zlé (frustrující). Poměry mezi nimi neurčí podle Jacobsonové jen péče matky, ale i vrozené dispozice ke snášení frustrace. Touto koncepcí Jacobsonová především odmítla Freudovu tezi o existenci primárního masochismu, který má vnitřní psychický zdroj (pud smrti).

## Self-reprezentace
Já se podle Jacobsonové rodí z prvotních sebeobrazů (používá se též pojmu self-reprezentace) a obrazů objektů (matky) – dobré já, špatné já, dobrá matka, špatná matka –, které se rovněž uskupují kolem dobré a špatné zkušenosti. V prvním půl roce jsou obrazy sebe i matky smíšené, po půl roce začne dítě být schopno sebe od matky odlišit a odseparuje i vnitřní obraz sebe sama od vnitřního obrazu matky. V další fázi se musí sloučit obrazy dobrého a špatného já, i dobré a špatné matky, dítě musí pochopit, že je jen jedna matka a jedno já. Při tom dochází k mísení pocitů lásky a nenávisti (Melanie Kleinová tomu říkala depresivní pozice). S tím se rodí schopnost být zklamán objektem, aniž by musel být přestat milován, či snášet svůj vztek bez vnitřního zdevastování a pocitů bezcennosti sebe.

## Nové Superego
Jacobsonová přeformulovala i Freudův koncept Superega (Nadjá). Zrod Superega pro ni není svázán s oidipovským komplexem, ale jde o dlouhodobý proces, během nějž jsou zvnitřňovány všechny vymezují zkušenosti s vnějším prostředím, především mateřské zákazy a omezení. I jiné vlastnosti já získává podle Jacobsonové tak, že internalizuje rysy objektů a činí je součásti sebeobrazu.

## Touha po splynutí
Jacobsonová též tvrdila, že základní lidskou touhou je touha po (znovu)splynutí (původně s matkou), která přetrvá po celý život a je realizována například při pohlavním styku. K jejímu bezpečnému prožití je ovšem potřeba, aby jedinec měl vybudovány jasné hranice svého Ega. Pokud nemá, touha po splynutí se pro něj stává hrozivým nebezpečím (hraniční porucha), hrozbou ztráty vlastní nezávislé existence, na což takový jedinec reaguje agresí, jíž si snaží nezávislost uhájit.
Zabývala se též depresí, kterou chápala jako rozpor mezi self-reprezentací a tzv. ego-ideálem.